# Ptychadena subpunctata
Ptychadena subpunctata es una especie  de anfibios de la familia Ptychadenidae.

## Distribución geográfica
Se encuentra en Angola, norte de Botsuana, sudeste de la República Democrática del Congo, nordeste de Namibia, Zambia y noroeste de Zimbabue.